# Plaza de soberanía

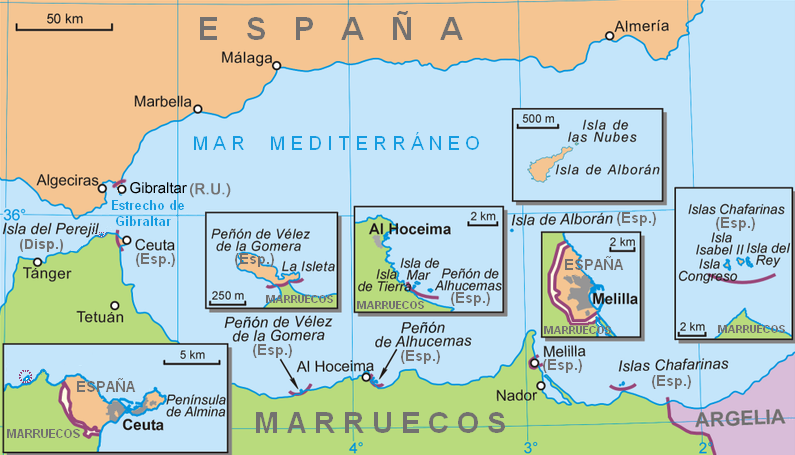
A spanyol és marokkói tengerpart

A Plaza de soberanía (magyarul Szuverén terület) különleges spanyol kormányzati területek a Földközi-tenger afrikai partvidékén, Marokkó északi tengerpartja közelében. A területek közvetlenül a madridi kormány irányítása alatt állnak, és – akárcsak Spanyolország tartományai – az Európai Unió részei, a hivatalos fizetőeszköz itt is az euró.

## Részek
A szuverén területek a következők (zárójelben a terület megszerzésének éve):
- Ceuta, ma autonóm közösség
- Melilla, ma autonóm közösség
- Islas Chafarina (részei: Isla del Congreso, Isla de Isabel II és Isla del Rey; 1847)
- Peñón de Alhucemas (részei: Isla de Mar és Isla de Tierra; 1559)
- Peñón de Vélez de la Gomera félsziget (1508)
- Isla de Alborán
- Petrezselyem-sziget (Isla del Perejil, arabul Lejla; 1668)

Ez utóbbi sziget, mely Ceutához közel található, vitatott státuszú: többször volt ütközőpont Marokkó és Spanyolország között 2002-ben, jelenleg „senkiföldje”, de mindkét ország igényt tart rá.
Marokkó 1956-os függetlenné válásakor a szigetek megmaradtak spanyol fennhatóság alatt, bár maga a terület Marokkó partjainál helyezkedik el.
Egykoron ehhez a területhez tartozott Ceuta és Melilla is, de ezek a városok jelenleg autonóm város ranggal rendelkeznek, ami ugyan nem olyan magas rang, mint a többi tartomány autonómiája, viszont magasabb, mint a szigetek rangja.
Csak Peñón de Alhucemas lakott terület, de a szigeteken több katonai támaszpont is található, néhány száz fős katonasággal.